# Lichtenfels (dj)
Lichtenfels (echte naam Benjamin Reichert, 31 mei 1985 te Stuttgart) is een Duitse dj.

## Biografie
Benjamin Reichert ontdekte al vroeg zijn passie voor muziek; toen hij 13 jaar oud was kocht hij zijn eerste draaitafels. Al snel begon hij kleinschalig op te treden op school- en privéfeesten. 
Kort na zijn 16e verjaardag deed hij mee aan een dj-wedstrijd van de Duitse radiozender Sunshine Live. Reichert deed mee onder de naam Kid B en was de jongste deelnemer. Hij won met een live-act met Marusha.

## Carrière
Inmiddels heeft Lichtenfels een goede reputatie opgebouwd. Zo heeft hij onder andere gespeeld in de Tunnel in Hamburg, de New Bambu in Neustadt en in de Proton in Stuttgart. Ook buiten Duitsland treedt hij op, zoals bij Rave On Snow in de Oostenrijkse Alpen of in de Privilege op Ibiza.
Sinds eind 2005 is Lichtenfels resident dj in de Proton in Stuttgart. Zijn sets worden vooral gekenmerkt door zijn flexibele en energieke mix tussen trance en hardtrance.
In november 2003 valt het oog van het Big World Team op Benjamin Reichert. Na enige gesprekken wordt er besloten dat Reichert de nieuwe dj wordt van het teamproject Lichtenfels. Lichtenfels werd bekend met de hits Sounds like a melody (2003) en Kill the silence (2003).
- MusicBrainz: 68ec5569-a54f-40d2-ab18-4ac69609984f
- Virtual International Authority File: 280146998426118940606
- WorldCat: E39PBJwdg9wqtdWTPYhvqpk7HC